# Шей Еліас
Шей Еліас (івр. שי אליאס, нар. 25 лютого 1999, Герцлія) — ізраїльський футболіст, півзахисник клубу «Хапоель» (Беер-Шева) та національної збірної Ізраїлю.
Виступав також за клуби «Хапоель» (Тель-Авів) та «Хапоель» (Тель-Авів).

## Клубна кар'єра
Народився 25 лютого 1999 року в місті Герцлія. Вихованець футбольної школи клубу «Хапоель» (Тель-Авів). Дорослу футбольну кар'єру розпочав 2016 року в основній команді того ж клубу, в якій провів три сезони, взявши участь у 38 матчах чемпіонату. 
Протягом 2019—2020 років захищав кольори клубу «Секція Нес-Ціона».
Своєю грою за останню команду знову привернув увагу представників тренерського штабу клубу «Хапоель» (Тель-Авів), до складу якого повернувся 2020 року. Цього разу відіграв за команду з Тель-Авіва наступні два сезони своєї ігрової кар'єри. Більшість часу, проведеного у складі тель-авівського «Хапоеля», був основним гравцем команди.
До складу клубу «Хапоель» (Беер-Шева) приєднався 2022 року. Станом на 31 березня 2025 року відіграв за беер-шевську команду 67 матчів у національному чемпіонаті.

## Виступи за збірні
У 2017 році дебютував у складі юнацької збірної Ізраїлю (U-18), загалом на юнацькому рівні взяв участь у 3 іграх.
Протягом 2019–2020 років залучався до складу молодіжної збірної Ізраїлю. На молодіжному рівні зіграв у 6 офіційних матчах, забив 1 гол.
У 2022 році дебютував в офіційних матчах у складі національної збірної Ізраїлю.